# Бушарди, Жозеф
Жозе́ф Бушарди́ (фр. Joseph Bouchardy; 1810 года, Париж — 28 мая 1870 года, Шатне-Малабри) — французский театральный актёр и драматург.

## Биография
Отец Жозефа был гравёром, и он сам некоторое время занимался этим искусством, которое, однако, скоро оставил, увлёкшись театром.

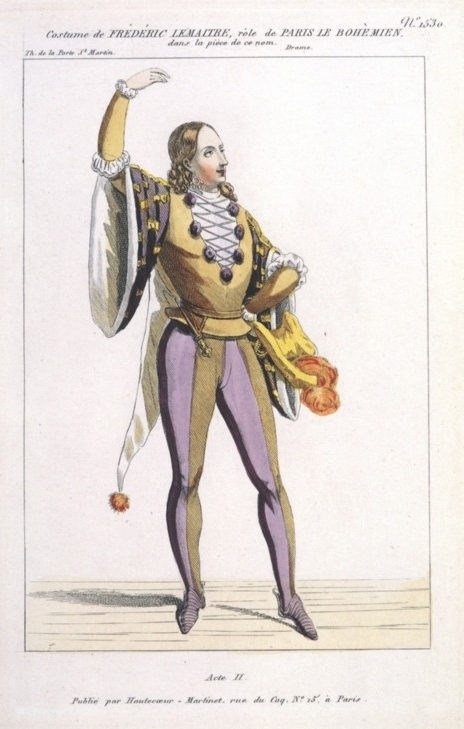
Костюм для спектакля «Paris le bohémien» — пьесы Жозефа Бушарди

После первой его драмы в одном действии, «Herman l’ivrogne» и водевиля «Le Fils du bravo», написанных в 1836 году в сотрудничестве с Евгением Делиньи (фр. Eugène Deligny), последовала целая серия мелодрам, замысловатые фабулы которых, сравниваемые Теофилем Готье с лабиринтом лесов строящегося собора, он уже вырабатывал и выдумывал единолично.
Пьесы Бушарди пользовались большим успехом, а некоторые из них, как, например, «Gaspardo le pêcheur» и «Le sonneur de Saint-Paul», выдержали несколько сот представлений. Но последние произведения (1857—68): «Le secret des cavaliers», «Micael l’esclave» и «L’armurier de Santiago» были встречены публикой равнодушно.

## Творчество
- «Gaspardo le pêcheur» (1837),
- «Longue-Epéc le Normand»,
- «Le Sonneur de Saint Paul»,
- «Christophe le Suédois»,
- «Lazare le pâtre»,
- «Paris le bohémien»,
- «Les enfants trouvés»,
- «Les orphelines d’Anvers»,
- «La soeur du muletier»,
- «Bertram le matelot»,
- «La croix de saint Jacques»,
- «Jean le cocher» (1852).